# Jean Gallemart
Jean Gallemart o Joannes de Gallemart (?-Douai, 1625) fue un doctor y profesor de teología belga. Se le conoce por ser el editor de los Canones et Decreta Concilii Tridentinus (Colonia, 1620).